# Amblystegium jungermannioides
Amblystegium jungermannioides là một loài Rêu trong họ Amblystegiaceae. Loài này được (Brid.) A.J.E. Sm. mô tả khoa học đầu tiên năm 1981.